# Theater in der Josefstadt
Theater an der Wien er et historisk teater i Wiens 8. bydel, Josefstadt.
Teatret blev grundlagt i 1788 og er det ældste teater i Wien, der stadig er i brug.
Det administreres af en privat enhed med offentlige tilskud.

## Kendt skuespiller fra Josefstadt
- Albert Bassermann
- Ludwig van Beethoven
- Marlene Dietrich
- Egon Friedell
- Curd Jürgens
- Alexander Moissi
- Johann Nestroy
- Otto Preminger
- Ferdinand Raimund
- Max Reinhardt
- Oskar Werner

## Externe link
- offizielle Webpräsenz

- Wikimedia Commons har flere filer relateret til Theater in der Josefstadt

48°12′34″N 16°21′04″Ø / 48.20953°N 16.35108°Ø